# George Ludlow (3e comte Ludlow)
George James Ludlow, 3e comte Ludlow (12 décembre 1758 - 16 avril 1842), est un pair et militaire britannique.

## Biographie
Ludlow est le fils cadet de Peter Ludlow (1er comte Ludlow), et de Frances, fille de Thomas Lumley-Saunderson (3e comte de Scarbrough).
Servant dans l'armée britannique, il devient colonel des 1st Foot Guards le 21 août 1795 et major général le 18 juin 1798. En 1801, il sert sous Abercromby et Hely-Hutchinson dans la campagne d'Égypte, commandant la brigade des gardes, participant aux batailles d'Aboukir et d'Alexandrie (Canope). Il est nommé lieutenant général le 30 octobre 1805. En août 1807, il commande la 3e division dans la campagne de Copenhague sous Lord Cathcart. Ludlow est promu général en juin 1814.
Il est colonel régimentaire tour à tour du 96e régiment d'infanterie, du 38e (1st Staffordshire) régiment d'infanterie et des Scots Guards.
Il succède à son frère aîné Auguste dans le comté en 1811. Comme il s'agit d'une pairie irlandaise, cela ne lui donne pas droit à un siège à la Chambre des lords. Cependant, en 1831, il est créé baron Ludlow dans la pairie du Royaume-Uni, ce qui lui permet de siéger à la chambre haute du parlement.
Lord Ludlow est décédé en avril 1842, à l'âge de 83 ans. Il est célibataire et tous ses titres s'éteignent à sa mort.